# Жирова (річка)
Жирова - річка на півострові  Камчатка в  Росії. Довжина річки - близько 23 км. Протікає по території  Елізовського району  Камчатського краю. Впадає в Тихий океан.

## Дані водного реєстру
За даними  державного водного реєстру Росії відноситься до  Анадир-Колимського басейнового округу.
За даними геоінформаційної системи водогосподарського районування території РФ, підготовленої  Федеральним агентством водних ресурсів:
- Код водного об'єкта в державному водному реєстрі - 19070000212120000023442
- Код за гідрологічним вивченням (ГВ) - 120 002 344
- Код басейну - 19.07.00.002
- Номер тома за ГВ - 20
- Випуск за ГВ - 0